# Línea B50 (Córdoba)
Línea B50, es una línea barrial del transporte urbano de pasajeros de la ciudad de Córdoba, Argentina. El servicio está actualmente operado por la empresa Autobuses Santa Fe.

## Recorrido
Desde barrio Villa Retiro a barrio Mariano Fragueiro.
 Servicio diurno.
IDA: De calle pública - ingresa a B° Villa Retiro - Calle Pública (5 cuadras)der. - Calle Pública (1 cuadra)der. - Calle Pública ( 3 cuadras)- Calle
Pública (1 cuadra)- Calle Pública - Rancagua - Av. Japón - ingreso B° Chingolo - izq. Calle Pública (2 cuadras) - 1/2 cuadra izq. - Calle Pública (4 cuadras) - Calle Pública cruza J. B. Justo - Milagros de la Vega - Alicia M. de Justo - Adelia M. de Olmos - Celestina F. de Frutos - Mercedes Moreno - Av. Juan B. Justo - Anchorena - E. Newbery - P. Origone - Macías - F. Beltrame - C. Lorenzini - Mackay Gordon - Fray M. de Mojica - M. Fragueiro
- Ignacio Tolosa - 15 de Setiembre - Sosa de Revello hasta M. Fragueiro. 
Regreso: De Sosa Revello y Fragueiro por ésta - Fray M. de Mojica - Mackay Gordon - Anasagasti - Luisoni - Candelaria - F. Beltrame - A. Macías -
P. Origone - E. Newbery - A. de Marchi - Anasagasti - Av. J. B. Justo - Izq. Mercedes Moreno - C. F. de Frutos - Adelia de Olmos - M. de Justo -
Milagros de la Vega - cruza Av. J.B. Justo - calle pública (4 cuadras) - calle pública (3 cuadras) - izq. ½ cuadra - calle pública der. - calle pública - Av. Japón - Rancagua - Ing. B° Cdad. Villa Retiro - calle pública (5 cuadras) - der. calle pública (1 cuadra) - der. calle pública (3 cuadras)hasta calle pública.